# SC Gaúcho
El SC Gaúcho es un equipo de fútbol de Brasil que juega en el Campeonato Gaúcho, la primera división del estado de Río Grande del Sur.

## Historia
Fue fundado el 12 de marzo de 1918 en la ciudad de Passo Fundo del estado de Rio Grande del Sur, es uno de los equipos de fútbol más tradicionales del estado y el más viejo de Passo Fundo. su nombre fue por la definición de Gaúcho, sinónimo de pueblo luchador, determinado y valiente.
Fue uno de los equipos fundadores de la Liga Passofundense de Fútbol el 28 de mayo de 1926 y es el más ganador del Campeonato Citadino de Passo Fundo, así como el equipo de Passo Fundo con mejor desempeño en el Campeonato Gaúcho. Debido a la crisis económica de 1929 el club se vio obligado a cerrar operaciones hasta 1937 luego de un gran esfuerzo por las autoridades municipales de Passo Fundo.
El club llegó a jugar en el Campeonato Brasileño de Serie C por primera vez, pero en 2007 volvió a tener problemas financieros al punto de que le prohibieron ingresar a su estadio por las deudas que lo llevaron a la desaparición. El club es refundado en 2010 y en 2018 logra la clasificación para el Campeonato Brasileño de Serie D por primera vez en su historia, en la cual fue eliminado en la primera ronda y finalizó en el lugar 57 entre 68 equipos.

## Palmarés

### Estatales
- Gaucho Serie B: 3

1966, 1977, 1984
- Gaucho Serie C: 1

2000
- Torneo Everaldo Marques da Silva: 1

1970
- Copa Brigadeiro Jeronimo Ramos: 1

1977

### Municipales
- Campeonato Citadino de Passo Fundo: 16[4]

1926, 1927, 1928, 1939, 1948, 1949, 1950, 1954, 1961, 1963, 1964, 1965, 1966, 1967, 1968, 1970
- Torneo Relámpago del Campeonato Citadino: 2

1947, 1948
- Torneo Inicio del Campeonato Citadino: 7

1926, 1940, 1946, 1948, 1949, 1950, 1951, 1965

### Amistosos
- Medalha de Prata - Livraria A Minerva: 1

1918
- Estatueta Cine Coliseu: 1

1920
- Taça Chevrolet: 1

1926
- Torneio da Cruz Vermelha Brasileira: 1

1942
- Torneios Dia do Futebol: 8

1943, 1944, 1950, 1952, 1962, 1964, 1965, 1966
- Taça Café Vitória: 1

1954
- Taça Piscinas H. Egger: 1

1963
- Taça Arno Pini: 2

1967, 1990
- Taça Oliquerque: 2

1975, 1977
- Taça Cidade de Erechim: 1

1982
- Troféu Dom Urbano Allgayer: 1

1982
- Taça 50 Anos da Liga Passo-Fundense de Futebol: 1

1990
- Taça RBS 10 Anos: 1

1990
- Taça Rádio Uirapuru 30 Anos: 1

2011
- Campeonato Regional: 5

1926, 1927, 1928, 1965, 1966
- Campeonato da Região Serrana: 4

1926, 1927, 1928, 1939
- Campeonato da Zona Norte: 2

1965, 1966
- Campeonato da Região Fronteira-Sul: 1

1939

## Jugadores

### Jugadores destacados
- Bebeto